# Wolfgang Marx (Philosoph)
Wolfgang Marx (* 15. April 1940 in Gadderbaum bei Bielefeld; † 19. August 2011 in Bonn) war ein deutscher Philosoph und Hochschullehrer.

## Leben
Marx studierte Philosophie mit den Nebenfächern Klassische Philologie, Katholische Theologie und Geschichte in Heidelberg, Frankfurt am Main und Berlin und schloss sein Studium 1965 mit der Promotion an der Freien Universität Berlin ab. Im Jahr 1976 folgte seine Habilitation an der Universität Heidelberg. Drei Jahre später wurde er als Professor an die Universität Bonn gerufen. Dort lehrte er bis zu seiner Emeritierung im Jahre 2005.
Er war zudem im Beirat des Instituts für angewandte Ethik e.V. in Bad Dürkheim und bis zu seinem Tod Mitherausgeber von ZENO. Jahrheft für Literatur und Kritik.

## Veröffentlichungen
- Endliche Kontamination von Unmittelbarkeit und Vermittlung. Eine Untersuchung zum Begriff der „Logik“ der endlichen Bewegung des Seins, Inauguraldissertation. Berlin 1965.
- Hegels Theorie logischer Vermittlung. Kritik der dialektischen Begriffskonstruktionen in der „Wissenschaft der Logik“, Stuttgart-Bad Cannstatt 1972.
- Transzendentale Logik als Wissenschaftstheorie. Systematisch-kritische Untersuchungen zur philosophischen Grundlegungsthematik in Cohens „Logik der reinen Erkenntnis“ (Studien zur Philosophie und Literatur des 19. Jahrhunderts, Bd. 32), Frankfurt a. M. 1977.
- Ästhetische Ideen. Untersuchungen über die Grundlagen einer Theorie der Kunst, Bonn 1981.
- Reflexionstopologie, Tübingen 1984.
- Bewußtseins-Welten. Die Konkretion der Reflexionsdynamik, Tübingen 1994
- Über das Märchen vom Ende der Philosophie. Eine Streitschrift für systematische Rationalität, Würzburg 1998.